# Lozno
Lozno (cyr. Лозно) – wieś w Serbii, w okręgu raskim, w mieście Kraljevo. W 2011 roku liczyła 114 mieszkańców.